# 濵谷浩樹
濵谷 浩樹（はまや ひろき、1963年〈昭和38年〉3月30日 - ）は、日本の厚生・厚生労働官僚。

## 来歴
北海道函館市出身。函館ラ・サール高等学校を経て、1985年（昭和60年）3月、東京大学法学部を卒業。
1984年（昭和59年）10月、国家公務員採用上級甲種試験（法律）に合格。翌年4月、厚生省に入省し、厚生省大臣官房人事課に配属。
社会・援護局保護課課長補佐、年金局企業年金国民年金基金課課長補佐、児童家庭局家庭福祉課課長補佐、健康政策局経済課課長補佐、保険局企画課課長補佐、厚生省大臣官房政策課課長補佐、社会・援護局福祉基盤課福祉人材確保対策官、保険局総務課老人医療企画官、年金局企業年金国民年金基金課長、保険局国民健康保険課長、保険局総務課長、厚生労働省大臣官房参事官、厚生労働省大臣官房人事課長、厚生労働省大臣官房審議官などを歴任。途中、環境庁、埼玉県などに出向し、環境庁自然保護局野生生物課課長補佐、埼玉県生活福祉部高齢者福祉課長、文部科学省初等中等教育局幼児教育課長などを務めた。
2017年（平成29年）7月11日、厚生労働省老健局長に就任。
2018年（平成30年）7月31日、厚生労働省厚生労働省子ども家庭局長に就任。
2019年（令和元年）7月9日、厚生労働省保険局長に就任。保険局長として消費税増税による薬価改定などに携わった。
2022年（令和4年）6月28日、厚生労働省を退職。同年11月1日、東京海上日動火災保険顧問に就任。

## 年譜
- 1984年（昭和59年）10月 - 国家公務員採用上級甲種試験（法律）に合格[1]。
- 1985年（昭和60年）
  - 3月 - 東京大学法学部を卒業[1]。
  - 4月 - 厚生省大臣官房人事課[1]
  - 4月 - 厚生省児童家庭局企画課[1]
- 1987年（昭和62年）7月 - 自治省行政局振興課[1]
- 1989年（平成元年）7月 - 厚生省大臣官房政策課調査室[1]
- 1990年（平成2年）7月 - 厚生省大臣官房政策課[1]
- 1991年（平成3年）7月 - 環境庁長官官房総務課[1]
- 1992年（平成4年）7月 - 環境庁自然保護局野生生物課課長補佐[1]
- 1993年（平成5年）7月 - 厚生省社会・援護局保護課課長補佐[1]
- 1994年（平成6年）9月 - 厚生省年金局企業年金国民年金基金課課長補佐[1]
- 1995年（平成7年）4月 - 埼玉県生活福祉部高齢者福祉課長[1]
- 1997年（平成9年）
  - 1月 - 厚生省児童家庭局家庭福祉課課長補佐[1]
  - 7月 - 厚生省健康政策局経済課課長補佐[1]
- 1999年（平成11年）8月 - 厚生省保険局企画課課長補佐[1]
- 2000年（平成12年）7月 - 厚生省大臣官房政策課課長補佐[1]
- 2001年（平成13年）
  - 1月 - 厚生労働省大臣官房付[1]
  - 1月 -（併）内閣官房行政改革推進担当特殊法人等改革推進室企画官[1]
- 2002年（平成14年）
  - 8月 - 厚生労働省社会・援護局福祉基盤課福祉人材確保対策官[1]
  - 8月 -（併）社会・援護局福祉基盤課福祉人材確保対策室長[1]
- 2004年（平成16年）
  - 7月 - 厚生労働省保険局総務課老人医療企画官[1]
  - 7月 -（併）保険局総務課老人医療企画室長[1]
- 2006年（平成18年）9月 - 厚生労働省年金局企業年金国民年金基金課長[1]
- 2008年（平成20年）7月 - 文部科学省初等中等教育局幼児教育課長[1]
- 2011年（平成23年）7月 - 厚生労働省保険局国民健康保険課長[1]
- 2012年（平成24年）9月 - 厚生労働省保険局総務課長[1]
- 2013年（平成25年）7月 - 厚生労働省大臣官房参事官（人事担当）[1]
- 2014年（平成26年）7月 - 厚生労働省大臣官房人事課長[1]
- 2015年（平成27年）
  - 10月 - 厚生労働省大臣官房審議官（老健・障害保健福祉担当）[1]
  - 10月 -（命）厚生労働省大臣官房審議官（社会・援護・人道調査担当）[1]
- 2016年（平成28年）
  - 1月 -（命）厚生労働省大臣官房審議官（児童福祉担当）[1]
  - 6月 - 厚生労働省大臣官房審議官（医療介護連携担当）[1]
- 2017年（平成29年）7月 - 厚生労働省老健局長[6]
- 2018年（平成30年）7月 - 厚生労働省子ども家庭局長[5]
- 2019年（令和元年）7月 - 厚生労働省保険局長[3]
- 2022年（令和4年）
  - 6月 - 厚生労働省退職[4]
  - 11月 - 東京海上日動火災保険顧問[8]